# ショーン・フィッツパトリック

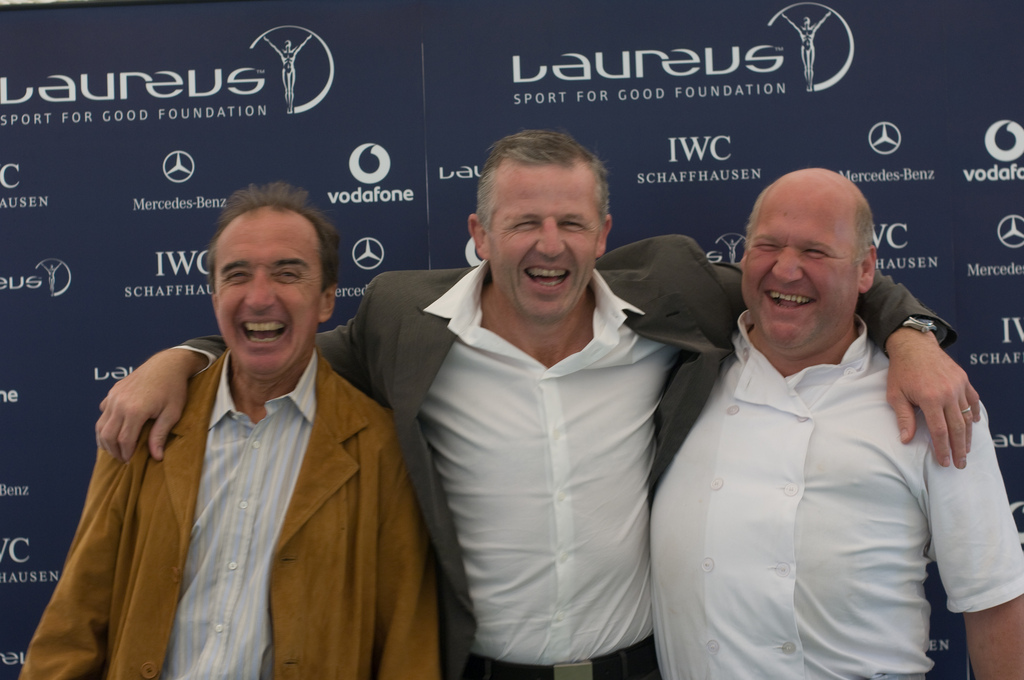
ショーン・フィッツパトリック

ショーン・フィッツパトリック（Sean Brian Thomas Fitzpatrick、1963年6月4日 - ）は、ニュージーランド・オークランド出身の元ラグビー選手。英国放送協会（BBC）解説者。ONZM。ポジションはフッカー(HO)。

## 来歴
オークランド州代表選手（127キャップ）、オークランド・ブルース（現在のブルース）に所属。1986年から1997年までラグビーニュージーランド代表オールブラックスに選ばれ、代表92キャップ。2010年にリッチー・マコウとミルズ・ムリアイナに破られるまで、オールブラックス最多出場記録を保持していた。1992年から現役引退をするまで、オールブラックスキャプテンを務めた。父親のブライアン・フィッツパトリックも元オールブラックス（3キャップ）。1997年に現役引退。1997年にラグビー界への貢献により、ニュージーランド・メリット勲章を授与されている。2001年にラグビー殿堂入り。現在は英国に渡りBBC放送・スカイスポーツのアナリスト兼解説者として活動している。クラシック・オールブラックス団長として2007年5月に来日している。